# Mukoviszidose (Verein)
Der Mukoviszidose e. V. Bundesverband Cystische Fibrose (CF) ist ein deutscher Verein, der die Bekämpfung der bislang unheilbaren Krankheit Mukoviszidose (englisch Cystic Fibrosis) unterstützen und vorantreiben will. Dazu vernetzt er Mukoviszidose-Patienten, ihre Angehörigen, Behandler wie Ärzte, Therapeuten, Pflegekräfte sowie Forscher. Der Verein will Erfahrungen, Kompetenzen und Perspektiven bündeln mit dem Ziel, jedem Betroffenen ein möglichst selbstbestimmtes Leben mit Mukoviszidose zu ermöglichen. In Deutschland sind über 8000 Kinder, Jugendliche und Erwachsene von Mukoviszidose betroffen. Jedes Jahr werden ca. 200 Kinder mit Mukoviszidose geboren. Der Verein finanziert seine Leistungen fast ausschließlich durch Spenden.

## Geschichte
Der Verein konstituierte sich im Jahr  1965 auf Initiative des Kinderarztes Adolf Windorfer in Nürnberg. Christiane Herzog, die Frau des ehemaligen Bundespräsidenten Roman Herzog, war von 1986 bis 2000 Schirmherrin. Sie gründete ebenso die Christiane Herzog Stiftung für Mukoviszidose-Kranke. 2003 schloss sich der Verein unter dem  Namen Deutsche Gesellschaft zur Bekämpfung der Mukoviszidose mit dem Bundesverband CF-Selbsthilfe e. V. zum Mukoviszidose e. V. – Bundesverband Cystische Fibrose (CF) zusammen. Seit 2014 ist der Physiker und Mukoviszidose-Patient Stephan Kruip der Bundesvorsitzende des Mukoviszidose e. V.

## Vorsitzende
- Stephan Kruip (seit 2014)
- Horst Mehl (1995–2014), betroffener Vater, Ehrenvorsitzender seit 2014
- Diethelm Kaiser (1977–1995), Kinderarzt
- Ulrich Stephan (1973–1977), Kinderarzt
- Adolf Windorfer (1965–1973), Kinderarzt

## Aktivitäten
Der Verein agiert unter dem Motto „Helfen.Forschen.Heilen“ Als 100-prozentige Tochter wird seit 2005 die Mukoviszidose Institut – gemeinnützige Gesellschaft für Forschung und Therapieentwicklung mbH geführt. Sie fördert insbesondere Forschungsprojekte zum Thema Mukoviszidose.

### Unterstützung für Betroffene
- muko.info: Mitgliedermagazin und online-Informationen[3]
- Expertenrat Mukoviszidose ECORN-CF[4]
- muko.fit: psychosoziale Intervention[5]
- Sozialrechtliche und psychosoziale Beratung[6]
- Klima-Erholungsmaßnahmen[7]
- Unterstützungsfonds[8]
- Haus Schutzengel: Patientenherberge nahe der Medizinischen Hochschule Hannover[9]
- Beratung zu Sport bei Mukoviszidose[10]
- Unterstützung der regionalen Selbsthilfe
- Seminare, Tagungen und Workshops zu allen Themen rund um Mukoviszidose[11]
- Information und Veröffentlichungen[12]

### Unterstützung für Wissenschaftler
- Forschungsgemeinschaft Mukoviszidose (FGM)[13]
- Forschungsförderung[14]

### Unterstützung für Ärzte und Therapeuten
- Qualitätsmanagement Mukoviszidose:
  - Patientenregister[15]
  - Berichtsband Qualitätssicherung[16]
  - Zertifizierungsverfahren für Mukoviszidose-Behandlungseinrichtungen (muko.zert)[17]
- Deutsche Mukoviszidose Tagung[18]
- Netzwerk für klinische Studien zur Mukoviszidose: CF-Clinical Trial Network Germany (CF-CTN)[19]
- Arbeitskreise der einzelnen Berufsgruppen mit entsprechenden Fortbildungsangeboten[20]
- Angebote und Informationen für Fachkräfte[21]

### Auszeichnungen
Der Verein vergibt folgende nach Adolf Windorfer benannte Auszeichnungen:
- Die Adolf-Windorfer-Medaille ist eine Auszeichnung für ehrenamtliches Engagement zugunsten von Mukoviszidose-Patienten.
- Der Adolf-Windorfer-Preis ist eine Auszeichnung für herausragende Forschungsarbeiten auf dem Gebiet der Mukoviszidose.[22]

## Unterstützer („Schutzengel“)
- Michaela May
- Marco Schreyl
- Dominik Klein
- Arne Friedrich
- Massimo Sinató
- Thomas Rath (Modeschöpfer)
- Cosma Shiva Hagen
- Mirja Boes
- Steffi Jones
- Klaus Velten
- New Yorker Lions